# Reinhold Reitberger
Reinhold C. Reitberger (* 25. Dezember 1946 in München; † 16. Juni 2021 ebenda) war ein deutscher Comiczeichner und -Experte sowie Sachbuchautor. Bekannt wurde er vor allem durch seine Biografie Walt Disneys. 

## Werdegang
Reitberger studierte Amerikanistik und Kommunikationswissenschaften. Er gehörte zu den ersten Autoren im deutschsprachigen Raum, die sich ernsthaft mit dem Medium „Comic“ auseinandersetzten. Zusammen mit Wolfgang J. Fuchs legte er dazu die grundlegenden Standardwerke Comics. Anatomie eines Massenmediums (1971) und Comics-Handbuch (1978) vor. Große Bekanntheit erlangte er mit der biografischen Darstellung Walt Disney in Selbstzeugnissen und Bilddokumenten, die erstmals 1979 in der renommierten Reihe Rowohlts Monographien erschien. Es war die erste Biografie des Filmproduzenten, die nach dessen Tode im Jahr 1966 im deutschsprachigen Raum erschien und das Disney-Bild für viele Jahre prägte.
Neben seiner Tätigkeit als Sachbuchautor schuf Reitberger als Texter und Zeichner aber auch selbst eine Reihe von Comics. Besonders bekannt ist die – wiederum in Zusammenarbeit mit Fuchs – entstandene Reihe Berry der Plantagenbär, ein kostenloser Werbecomic für Kaba, der den Instant-Kakaogetränk-Packungen 1985 bis 1990 beilag. Reitberger war auch Übersetzer, unter anderem von Disney-Comics. 
Ab 1986 betätigte er sich als Autor und Illustrator von Jugendbüchern. Großen Erfolg hatte er mit einer Reihe von ihm zusammengestellter Bücher mit Witzen und Scherzfragen, auf deren Herausgabe er sich ab 1993 konzentrierte.
Reinhold Reitberger war verheiratet und Vater einer Tochter. Er lebte bis zuletzt in München und wurde am 25. Juni 2021 auf dem dortigen Ostfriedhof beigesetzt.

## Schriften (Auswahl)
- mit Wolfgang J. Fuchs: Panel 1, München: Heinz Moos, (1971)
- zusammen mit Wolfgang J. Fuchs: Comics. Anatomie eines Massenmediums, Gräfelfing vor München 1971 (mit Schallplattenbeilage; ISBN 3-7879-0054-3; bis 1983 mehrere, zum Teil gekürzte Auflagen; auch unter dem Titel Das große Buch der Comics. Anatomie eines Massenmediums)
- zusammen mit Wolfgang J. Fuchs: Comics-Handbuch, Reinbek bei Hamburg 1978 (ISBN 3-499-16215-6)
- Walt Disney in Selbstzeugnissen und Bilddokumenten, Rowohlts Monographien (Nr. 226), Reinbek bei Hamburg 1979 (5. Auflage Reinbek bei Hamburg 2002; ISBN 3-499-50226-7)[3]
- Die Lachbombe. Witze zum Losplatzen, München 1993 (ISBN 3-505-04993-X)
- Die Lachparade. Witze am laufenden Band!, München 1994 (ISBN 3-505-08148-5)
- Das Buch der 1000 Scherzfragen, Bindlach 1998 (ISBN 3-7855-3219-9)
- als Herausgeber: Schülerwitze. 1000 Sachen zum Lachen, Bindlach 2003 (ISBN 3-7855-4681-5; gekürzte Ausgabe, zuvor unter dem Titel 1000 nagelneue Schülerwitze erschienen)
- Das megadicke Buch der Superwitze, Bindlach 2004 (ISBN 3-7855-5209-2)
- Witze für die Schultasche, Bindlach 2006 (ISBN 978-3-7855-4526-3 oder ISBN 3-7855-4526-6)

Daneben betätigte sich Reitberger auch als Übersetzer zahlreicher Disney-Comics und einiger Teile der Comic-Reihe Der Wind der Götter (ab 1998).